# Aulone (Attica)
Aulone (in greco antico: Αὐλών?, Aulón) era una località dell'antica Attica. Non si sa con esattezza dove fosse situata, ma la si colloca nel distretto minerario del Laurio.